# 沙溪口水电站
沙溪口水电站位于中国福建省南平市延平区西芹镇以西的闽江干流西溪河段上，是闽江兴建的第一个梯级开发水电站，工程建设资金部分来自科威特阿拉伯经济发展基金会的贷款，也是福建省第一家引进外资建设的水电工程。工程于1983年9月动工，1990年开始并网发电，1994年竣工。大坝为混凝土重力坝，坝顶高程93米，最大坝高40米，坝顶长627.6米，控制流域面积25562平方千米。水库总库容1.64亿立方米。河床式水电站厂房位于溢流堰右侧，总装机容量30万kW，年均发电量9.6亿kW·h。